# Trgovište (Bosanski Novi, BiH)
Trgovište je naseljeno mjesto u sastavu općine Bosanski Novi, Republika Srpska, BiH.

## Stanovništvo
| Rudice             |              |
| godina popisa      | 1991.        |
| Srbi               | 359 (95,23%) |
| Hrvati             | 4 (1,06%)    |
| Muslimani          | 0            |
| Jugoslaveni        | 10 (2,65%)   |
| ostali i nepoznato | 4 (1,06%)    |
| ukupno             | 377          |